# クリス・フレクセン
クリストファー・ジョン・フレクセン（Christopher John Flexen, 1994年7月1日 - ）は、アメリカ合衆国カリフォルニア州アラメダ郡ニューアーク出身のプロ野球選手（投手）。右投右打。愛称はビッグ・ベイビー（Big Baby）。

## 経歴

### プロ入りとメッツ時代
2012年のMLBドラフト14巡目（全体440位）でニューヨーク・メッツから指名され、プロ入り。契約後、傘下のアパラチアンリーグのルーキー級キングスポート・メッツでプロデビュー。7試合（先発6試合）に登板して1勝3敗、防御率5.63、26奪三振を記録した。
2013年もルーキー級キングスポートでプレーし、11試合に先発登板して8勝1敗、防御率2.09、62奪三振を記録した。
2014年はA級サバンナ・サンドナッツでプレーし、13試合に先発登板して3勝5敗、防御率4.83、46奪三振を記録した。この年にはトミー・ジョン手術を受けている。
2015年はルーキー級ガルフ・コーストリーグ・メッツ、A-級ブルックリン・サイクロンズ、A級サバンナでプレーし、3球団合計で12試合（先発9試合）に登板して4勝2敗、防御率2.42、51奪三振を記録した。
2016年はA+級セントルーシー・メッツでプレーし、25試合に先発登板して10勝9敗、防御率3.56、95奪三振を記録した。オフの11月18日にルール・ファイブ・ドラフトでの流出を防ぐためにメッツの40人枠入りした。
2017年、マイナーではA+級セントルーシーとAA級ビンガムトン・ランブルポニーズでプレーし、2球団合計で10試合に先発登板して6勝1敗・防御率1.76・63奪三振の成績を残した。7月27日にメジャー初昇格を果たし、メジャーデビューとなった同日のサンディエゴ・パドレス戦では先発を務めたが、3回を3失点で敗戦投手となった。8月7日のテキサス・レンジャーズ戦でメジャー初勝利を挙げた。この年メジャーでは14試合（先発9試合）に登板して3勝6敗、防御率7.88、36奪三振を記録した。
2018年はメジャー未勝利に終わった。
2019年もメジャー未勝利に終わり、12月6日にDFAとなり、11日に自由契約となった。

### 斗山時代
2019年12月にKBOリーグの斗山ベアーズと契約した。
2020年は21試合に先発登板して、8勝4敗、防御率3.01の成績を残した。韓国シリーズ第2戦に先発登板し、勝利を記録している。オフにFAとなった。

### マリナーズ時代
2020年12月19日にシアトル・マリナーズと2年総額475万ドルの契約を結んだ。オプションとして2023年は球団側が選択権を所持する。
2021年は開幕から先発ローテーションに定着し、8月2日のタンパベイ・レイズ戦で10勝に到達。最終的にア・リーグ2位となる14勝、ア・リーグ7位となる防御率3.61という好成績を挙げた。
2022年は先発としてスタートしたが、8月中旬からリリーフに転向した。この年は33試合（先発22試合）に登板し、8勝9敗2セーブ、防御率3.73という成績を記録した。
2023年は17試合（先発4試合）に登板したが、先発として開幕4連敗するなど、4敗、防御率7.71と結果が残せず、6月27日にDFAとなった。7月3日にザック・マッケンハーンとの交換で、トレバー・ゴットと共にニューヨーク・メッツに移籍したが、3日後の7月6日に自由契約となった。

### ロッキーズ時代
2023年7月13日にコロラド・ロッキーズとマイナー契約を結んだ。7月29日にメジャー契約を結び、同日のオークランド・アスレチックス戦で移籍後初先発初登板を果たした。オフの11月3日にFAとなった。

### ホワイトソックス時代
2023年12月30日、シカゴ・ホワイトソックスと1年契約を結んだ。
2024年は33試合（うち3試合は中継ぎ）先発として登板したものの、3勝15敗と大幅に負け越した。また、防御率こそ4.95とわずかに5点台には届かずに済んだものの、24本の本塁打を浴びた。オフの10月31日にFAとなった。

### カブス時代
2025年2月17日にホワイトソックスと同じくシカゴに本拠を置くシカゴ・カブスとマイナー契約を結び、同年のスプリングトレーニングには招待選手として参加した。しかし、オープン戦では2試合の登板で防御率9.82と結果を残せず、3月20日に自らオプトアウトを行使して、AAA級アイオワ・カブスに配属となり、そのままマイナーリーグのキャンプに参加した。マイナーでは開幕後、傘下のアイオワで5試合に登板して3勝を挙げる活躍を見せ、4月30日にメジャーに昇格した。
8月4日、カブスからマイナー降格を言い渡されたが、マイナー行きを拒否しリリース（解雇）となった。

## 選手としての特徴
平均球速は92.1mph（約148.3km/h）で、フォーシームを主体としている。
割合順では次いでカットボール、チェンジアップ、カーブ、スライダー、ツーシームを使用する。

## 詳細情報

### 年度別投手成績
| 年 度    | 球 団    | 登 板 | 先 発 | 完 投 | 完 封 | 無 四 球 | 勝 利 | 敗 戦 | セ 丨 ブ | ホ 丨 ル ド | 勝 率 | 打 者 | 投 球 回 | 被 安 打 | 被 本 塁 打 | 与 四 球 | 敬 遠 | 与 死 球 | 奪 三 振 | 暴 投 | ボ 丨 ク | 失 点 | 自 責 点 | 防 御 率 | W H I P |
| -------- | -------- | ----- | ----- | ----- | ----- | -------- | ----- | ----- | -------- | ----------- | ----- | ----- | -------- | -------- | ----------- | -------- | ----- | -------- | -------- | ----- | -------- | ----- | -------- | -------- | ------- |
| 2017     | NYM      | 14    | 9     | 0     | 0     | 0        | 3     | 6     | 0        | 0           | .333  | 233   | 48.0     | 62       | 11          | 35       | 0     | 2        | 36       | 1     | 0        | 44    | 42       | 7.88     | 2.02    |
| 2018     | NYM      | 4     | 1     | 0     | 0     | 0        | 0     | 2     | 0        | 0           | .000  | 40    | 6.1      | 14       | 2           | 6        | 1     | 1        | 3        | 0     | 0        | 13    | 9        | 12.79    | 3.16    |
| 2019     | NYM      | 9     | 1     | 0     | 0     | 0        | 0     | 3     | 0        | 0           | .000  | 70    | 13.2     | 15       | 1           | 13       | 2     | 0        | 10       | 1     | 0        | 12    | 10       | 6.59     | 2.05    |
| 2020     | 斗山     | 21    | 21    | 0     | 0     | 0        | 8     | 4     | 0        | 0           | .667  | 472   | 116.2    | 97       | 6           | 30       | 2     | 2        | 132      | 5     | 0        | 43    | 39       | 3.01     | 1.09    |
| 2021     | SEA      | 31    | 31    | 0     | 0     | 0        | 14    | 6     | 0        | 0           | .700  | 741   | 179.2    | 185      | 19          | 40       | 0     | 4        | 125      | 2     | 0        | 74    | 72       | 3.61     | 1.25    |
| 2022     | SEA      | 33    | 22    | 0     | 0     | 0        | 8     | 9     | 2        | 0           | .471  | 590   | 137.2    | 132      | 17          | 51       | 3     | 2        | 95       | 7     | 0        | 61    | 57       | 3.73     | 1.33    |
| 2023     | SEA      | 17    | 4     | 0     | 0     | 0        | 0     | 4     | 0        | 0           | .000  | 196   | 42.0     | 59       | 11          | 19       | 0     | 0        | 29       | 2     | 0        | 36    | 36       | 7.71     | 1.86    |
| 2023     | COL      | 12    | 12    | 0     | 0     | 0        | 2     | 4     | 0        | 0           | .333  | 270   | 60.1     | 74       | 14          | 19       | 0     | 4        | 45       | 4     | 0        | 45    | 42       | 6.27     | 1.54    |
| '23計    | COL      | 29    | 16    | 0     | 0     | 0        | 2     | 8     | 0        | 0           | .200  | 466   | 102.1    | 133      | 25          | 38       | 0     | 4        | 74       | 6     | 0        | 81    | 78       | 6.86     | 1.67    |
| 2024     | CWS      | 33    | 30    | 0     | 0     | 0        | 3     | 15    | 0        | 0           | .167  | 707   | 160.0    | 180      | 24          | 63       | 1     | 2        | 123      | 4     | 2        | 95    | 88       | 4.95     | 1.52    |
| MLB：7年 | MLB：7年 | 153   | 110   | 0     | 0     | 0        | 30    | 49    | 2        | 0           | .380  | 2847  | 647.2    | 721      | 99          | 246      | 7     | 15       | 466      | 21    | 2        | 380   | 356      | 4.95     | 1.49    |
| KBO：1年 | KBO：1年 | 21    | 21    | 0     | 0     | 0        | 8     | 4     | 0        | 0           | .667  | 472   | 116.2    | 97       | 6           | 30       | 2     | 2        | 132      | 5     | 0        | 43    | 39       | 3.01     | 1.09    |

- 2024年度シーズン終了時

### 年度別守備成績
| 年 度 | 球 団 | 投手（P） | 投手（P） | 投手（P） | 投手（P） | 投手（P） | 投手（P） |
| 年 度 | 球 団 | 試 合     | 刺 殺     | 補 殺     | 失 策     | 併 殺     | 守 備 率  |
| ----- | ----- | --------- | --------- | --------- | --------- | --------- | --------- |
| 2017  | NYM   | 14        | 3         | 9         | 0         | 1         | 1.000     |
| 2018  | NYM   | 4         | 1         | 4         | 0         | 1         | 1.000     |
| 2019  | NYM   | 9         | 0         | 1         | 0         | 0         | 1.000     |
| 2020  | 斗山  | 21        | 4         | 8         | 0         | 0         | 1.000     |
| 2021  | SEA   | 31        | 21        | 25        | 0         | 1         | 1.000     |
| 2022  | SEA   | 33        | 9         | 9         | 1         | 1         | .947      |
| 2023  | SEA   | 17        | 2         | 6         | 0         | 0         | 1.000     |
| 2023  | COL   | 12        | 3         | 5         | 0         | 1         | 1.000     |
| '23計 | COL   | 29        | 5         | 11        | 0         | 1         | 1.000     |
| 2024  | CWS   | 33        | 8         | 20        | 0         | 3         | 1.000     |
| MLB   | MLB   | 153       | 47        | 79        | 1         | 8         | .992      |
| KBO   | KBO   | 21        | 4         | 8         | 0         | 0         | 1.000     |

- 2024年度シーズン終了時

### 背番号
- 64（2017年 - 2019年）
- 34（2020年）
- 77（2021年 - 2023年6月27日、2024年、2025年5月9日 - ）
- 32（2023年7月29日 - 同年終了）
- 58 （2025年4月30日 - 2025年5月8日）